# 花山手東
花山手東（はなやまてひがし）は、宮崎県宮崎市の地名。大淀地域自治区に属している。住居表示未実施地域。郵便番号は880-0930

## 地理
宮崎市の中部、大淀川の南岸の丘陵に建設されたニュータウン「花山手団地」の一部をなす。花山手団地を南北に走る「能登坂」を境に西が花山手西、東が花山手東となる。団地内を大淀川水系の青柳川が流れる。
北方を、福島町、大坪町（向溝田、粢田）、東方を大坪東、大坪西、南方を大坪町（字なし・倉ノ町）と接する。

### 地名の由来
1541年（天文10年）、長嶺城主・長倉能登守が、兄の穆佐城主・長倉上総介とともに、伊東義祐に謀叛を起こしたが討ち死にしたという伝えがあり、その戦があった所を大坪の合戦原（かっせんばる）というようになったと伝えられる。それに由来した地名として、東西通りが「合戦坂」、南北通りが「能登坂」の通り名がつけられた。
花山手は花山手ニュータウンが造成された際についた地名である。

## 歴史
- 平成10年（1998年）- 大坪町、福島町のそれぞれ一部をもって花山手東が成立。

## 世帯数と人口
2023年（令和5年）4月1日現在の世帯数と人口は以下の通りである。
| 町丁          | 世帯数  | 人口  |
| ------------- | ------- | ----- |
| 花山手東1丁目 | 342世帯 | 807人 |
| 花山手東2丁目 | 375世帯 | 895人 |
| 花山手東3丁目 | 337世帯 | 737人 |

## 小・中学校の学区
市立小・中学校に通う場合、学区は以下の通りとなる。
| 町名     | 小学校             | 中学校             |
| -------- | ------------------ | ------------------ |
| 花山手東 | 宮崎市立大淀小学校 | 宮崎市立大淀中学校 |

## 交通

### バス
宮交グループの運営するバスが営業している。

### 道路
- 国道269号（天満バイパス）
- 宮崎県道17号南俣宮崎線

## 施設
- 大坪池公園
- 宮崎市立図書館
- 宮崎市民文化ホール
- 宮崎市社会福祉協議会
- 大坪池
- 青柳川